# John Newcombe
John David Newcombe AO OBE, avstralski tenisač, * 23. maj 1944, Sydney, Avstralija.
Newcombe je nekdanji vodilni na moški teniški lestvici ATP in zmagovalec sedmih posamičnih turnirjev za Grand Slam, od tega trikrat Odprto prvenstvo Anglije, po dvakrat Odprto prvenstvo ZDA in Odprto prvenstvo Avstralije, na turnirjih za Odprto prvenstvo Francije pa se mu je enkrat uspelo uvrstiti v polfinale. Še trikrat je zaigral v finalu turnirjev za Grand Slam, na katerih ima skupaj z zmagami v konkurenci dvojic 26 naslovov. Leta 1986 je bil sprejet v Mednarodni teniški hram slavnih.

## Finali Grand Slamov (10)

### Zmage (7)
| Leto | Turnir                      | Nasprotnik v finalu | Rezultat finala         |
| 1967 | Prvenstvo Anglije           | Wilhelm Bungert     | 6–2, 6–1, 6–1           |
| 1967 | Nacionalno prvenstvo ZDA    | Clark Graebner      | 6–4, 6–4, 8–6           |
| 1970 | Odprto prvenstvo Anglije    | Ken Rosewall        | 5–7, 6–3, 6–2, 3–6, 6–1 |
| 1971 | Odprto prvenstvo Anglije    | Stan Smith          | 6–3, 5–7, 2–6, 6–4, 6–4 |
| 1973 | Odprto prvenstvo Avstralije | Onny Parun          | 6–3, 6–7, 7–5, 6–1      |
| 1973 | Odprto prvenstvo ZDA        | Jan Kodeš           | 6–4, 1–6, 4–6, 6–2, 6–3 |
| 1975 | Odprto prvenstvo Avstralije | Jimmy Connors       | 7–5, 3–6, 6–4, 7–6      |

### Porazi (3)
| Leto | Turnir                      | Nasprotnik v finalu | Rezultat finala      |
| 1966 | Nacionalno prvenstvo ZDA    | Fred Stolle         | 4–6, 12–10, 6–3, 6–4 |
| 1969 | Odprto prvenstvo Anglije    | Rod Laver           | 6–4, 5–7, 6–4, 6–4   |
| 1976 | Odprto prvenstvo Avstralije | Mark Edmondson      | 6–7, 6–3, 7–6, 6–1   |